# Délégation aux outre-mer de l'Assemblée nationale
Pour les articles homonymes, voir Délégation.
Histoire
Cadre
Bureau
La délégation aux outre-mer de l'Assemblée nationale est une délégation de l'Assemblée nationale s'intéressant aux questions relatives à la France d'outre-mer.
La délégation est présidée par Davy Rimane, député de la Guyane depuis le 22 juin 2023.

## Base légale
La délégation aux outre-mer est créé par Conférence des Présidents de l'Assemblée nationale le 17 juillet 2012 sur la proposition du président de l’Assemblée nationale Claude Bartolone, qui est chargée d’informer la représentation nationale sur toute question relative aux outre-mer. Elle participe notamment à l’évaluation des politiques publiques menées dans les départements d’Outre-mer, les collectivités d’Outre-mer et en Nouvelle-Calédonie. Elle est composée de 54 députés, dont les 27 députés élus outre-mer qui sont tous membres de droit.
Elle dispose d'un fondement législatif aux termes de l'article 99 de la loi no 2017-256 du 28 février 2017 de programmation relative à l'égalité réelle outre-mer, qui insère un article 6 decies dans l'ordonnance no 58-1100 du 17 novembre 1958 relative au fonctionnement des assemblées parlementaires.
Olivier Serva est élu président le 18 juillet 2017, face à Ericka Bareigts et Thierry Robert, et succède à Jean-Claude Fruteau.
Le 25 juillet 2022, Moetai Brotherson est élu président de la délégation, face au président sortant Olivier Serva (LIOT) et à Nicolas Metzdorf (REN),.

## Liste des présidents sous laVeRépublique
| Portrait | Nom   | Dates du mandat     | Dates du mandat | Législature  | Groupe | Notes                           | |
| -------- | ----- | ------------------- | --------------- | ------------ | ------ | ------------------------------- | --- |
| 1        |       | Jean-Claude Fruteau | 25 juillet 2012 | 20 juin 2017 | XIVe   | SRC/SER                         | Député de La Réunion de 2007 à 2012, Maire de Saint-Benoît de 2008 à 2020.                                                                                 |
| 2        |       | Olivier Serva       | 18 juillet 2017 | 21 juin 2022 | XVe    | LREM                            | Député de la Guadeloupe depuis 2017. |
| 3        |       | Moetai Brotherson   | 25 juillet 2022 | 9 juin 2023  | XVIe   | GDR-NUPES                       | Député de la Polynésie française de 2017 à 2023, il démissionne de son mandat national après son élection au poste de Président de la Polynésie française. |
| 4        |       | Davy Rimane         | 22 juin 2023    | En cours     | XVIe   | GDR-NUPES                       | Député de la Guyane depuis 2022. Il est élu le 22 juin 2023.                                                                                               |
| 4        | XVIIe | Davy Rimane         | 22 juin 2023    | En cours     | GDR    | Il est réélu le 2 octobre 2024. | |

## Composition du bureau

### XIVelégislature
| Poste           | Titulaire | Titulaire              | Groupe  | Circonscription          |
| --------------- | --------- | ---------------------- | ------- | ------------------------ |
| Président       |           | Jean-Claude Fruteau    | SRC/SER | La Réunion (5e)          |
| Vice-présidents |           | Huguette Bello         | GDR     | La Réunion (2e)          |
| Vice-présidents |           | Chantal Berthelot      | SRC/SER | Guyane (2e)              |
| Vice-présidents |           | Marie-Anne Chapdelaine | SRC/SER | Ille-et-Vilaine (1re)    |
| Vice-présidents |           | Sonia Lagarde          | UDI     | Nouvelle-Calédonie (1re) |
| Vice-présidents |           | Serge Letchimy         | SRC/SER | Martinique (3e)          |
| Vice-présidents |           | Didier Quentin         | UMP/LR  | Charente-Maritime (5e)   |
| Secrétaires     |           | Brigitte Allain        | ÉCOLO   | Dordogne (2e)            |
| Secrétaires     |           | Dominique Bussereau    | UMP/LR  | Charente-Maritime (4e)   |
| Secrétaires     |           | Bernard Lesterlin      | SRC/SER | Allier (2e)              |

### XVelégislature
| Poste           | Titulaire | Titulaire                | Groupe     | Circonscription          |
| --------------- | --------- | ------------------------ | ---------- | ------------------------ |
| Président       |           | Olivier Serva            | LREM       | Guadeloupe (1re)         |
| Vice-présidents |           | Philippe Dunoyer         | LC/UAI/UDI | Nouvelle-Calédonie (1re) |
| Vice-présidents |           | Hubert Julien-Laferrière | LREM       | Rhône (2e)               |
| Vice-présidents |           | Jean-Philippe Nilor      | GDR        | Martinique (4e)          |
| Vice-présidents |           | Maud Petit               | MoDem/MDDA | Val-de-Marne (4e)        |
| Vice-présidents |           | Didier Quentin           | LR         | Charente-Maritime (5e)   |
| Vice-présidents |           | Cécile Rilhac            | LREM       | Val-d'Oise (3e)          |
| Secrétaires     |           | Rodrigue Kokouendo       | LREM       | Seine-et-Marne (7e)      |
| Secrétaires     |           | Mohamed Laqhila          | MoDem/MDDA | Bouches-du-Rhône (11e)   |
| Secrétaires     |           | Josette Manin            | NG/SOC     | Martinique (1re)         |
| Secrétaires     |           | Danièle Obono            | LFI        | Paris (17e)              |

### XVIelégislature
| Poste           | Titulaire | Titulaire                          | Groupe    | Circonscription          |
| --------------- | --------- | ---------------------------------- | --------- | ------------------------ |
| Président       |           | Moetai Brotherson (2022-2023)      | GDR-NUPES | Polynésie française (3e) |
| Président       |           | Davy Rimane (depuis juin 2023)     | GDR-NUPES | Guyane (2e)              |
| Vice-présidents |           | Élie Califer                       | SOC       | Guadeloupe (4e)          |
| Vice-présidents |           | Philippe Dunoyer                   | RE        | Nouvelle-Calédonie (1re) |
| Vice-présidents |           | Jean-Hugues Ratenon                | LFI       | La Réunion (5e)          |
| Vice-présidents |           | Davy Rimane (2022-2023)            | GDR-NUPES | Guyane (2e)              |
| Vice-présidents |           | Steve Chailloux (depuis juin 2023) | GDR-NUPES | Polynésie française (2e) |
| Vice-présidents |           | Jiovanny William                   | GDR-NUPES | Martinique (1re)         |
| Vice-présidents |           | Estelle Youssouffa                 | LIOT      | Mayotte (1re)            |
| Secrétaires     |           | Karine Lebon                       | GDR-NUPES | La Réunion (2e)          |
| Secrétaires     |           | Naïma Moutchou                     | HOR       | Val-d'Oise (4e)          |
| Secrétaires     |           | Cécile Rilhac                      | RE        | Val-d'Oise (3e)          |
| Secrétaires     |           | Sandrine Rousseau                  | ÉCO-NUPES | Paris (9e)               |

### XVIIelégislature
| Poste           | Titulaire       | Titulaire           | Groupe  | Circonscription                  |
| --------------- | --------------- | ------------------- | ------- | -------------------------------- |
| Président       |                 | Davy Rimane         | GDR     | Guyane (2e)                      |
| Vice-présidents |                 | Élie Califer        | SOC     | Guadeloupe (4e)                  |
| Vice-présidents |                 | Frantz Gumbs        | Dem     | Saint-Barthélemy et Saint-Martin |
| Vice-présidents |                 | Steevy Gustave      | ÉcoS    | Essonne (3e)                     |
| Vice-présidents |                 | Maud Petit          | Dem     | Val-de-Marne (4e)                |
| Vice-présidents |                 | Jean-Hugues Ratenon | LFI-NFP | La Réunion (5e)                  |
| Vice-présidents |                 | Emmanuel Tjibaou    | GDR     | Nouvelle-Calédonie (2e)          |
| Secrétaires     |                 | Christian Baptiste  | SOC     | Guadeloupe (2e)                  |
| Secrétaires     | Béatrice Bellay | Martinique (3e)     | SOC     |                                  |
| Secrétaires     |                 | Philippe Gosselin   | DR      | Manche (1re)                     |
| Secrétaires     |                 | Sandrine Nosbé      | LFI-NFP | Isère (9e)                       |